# Carola Marie Schmidt
Carola Marie Schmidt (* 1983 in Salzburg) ist eine Kunsthistorikerin und Leiterin des Diözesanmuseums Bamberg.

## Leben
Carola Marie Schmidt besuchte eine technische Fachschule für Textil-Design, bevor sie an der Universität Wien Kunstgeschichte studierte. Erasmusaufenthalte führten sie an die Jagiellonen-Universität in Krakau, Polen, Studienaufenthalte nach Arezzo, Triest (beide Italien) und London, Großbritannien. Sie war Geschäftsführerin des Kulturvereins Blaues Fenster, freie Kuratorin, Kunstvermittlerin im DomQuartier Salzburg, Kirchenführerin und Autorin von Fachbeiträgen.
Unter anderem war sie in der Albertina, im Bergbau- und Gotikmuseum Leogang und im DomQuartier Salzburg tätig und konzipierte für die Salzburger Landesausstellung 2018 das Museum im Wagrainer Pflegerschlössl neu.
Seit 2021 ist sie Leiterin des Diözesanmuseums Bamberg, dem sie ein schärferes Profil in der Museumslandschaft zu geben beabsichtigt.